# Isa Shapiev
Isa Shapiev (ur. 20 kwietnia 1997) – uzbecki zapaśnik walczący w stylu wolnym. Brązowy medalista mistrzostw Azji w 2020. Wicemistrz świata i Azji juniorów w 2017 roku.